# Marie de Souabe
 (décembre 2014).
Si vous disposez d'ouvrages ou d'articles de référence ou si vous connaissez des sites web de qualité traitant du thème abordé ici, merci de compléter l'article en donnant les références utiles à sa vérifiabilité et en les liant à la section « Notes et références ».
Marie de Souabe , née le 3 avril 1201 à Arezzo et morte le 29 mars 1235 à Louvain, est une princesse de la maison de Hohenstaufen, fille de Philippe de Souabe, roi des Romains, et Irène Ange.
Elle était l'épouse d'Henri II, fils du duc Henri Ier de Brabant. Morte six mois avant que son mari ne devienne duc, elle n'a jamais été duchesse consort de Brabant.

## Biographie

### Famille
Marie de Hohenstaufen est la seconde fille de Philippe de Souabe, fils de l'empereur Frédéric Barberousse élu roi des Romains en 1198, et de son épouse Irène Ange, elle-même fille de l'empereur byzantin Isaac II. Elle est la cousine germaine de l'empereur Frédéric II.
En 1208, à l'âge de 7 ans, elle perd son père et sa mère en quelques jours : dans la lutte pour le trône du Saint-Empire, son père meurt assassiné par le comte Othon de Wittelsbach le 21 juin, et sa mère décède deux mois plus tard des suites de l'accouchement de son dernier enfant, une fille mort née. 

### Mariage et descendance
Fiancée depuis son enfance, elle épouse peu avant le 22 août 1215 Henri II (1207-1248), fils aîné du duc Henri Ier de Brabant issu de la maison de Louvain et de Mathilde de Boulogne, héritier du duché de Brabant et du titre de duc de Lothier. Le mariage a eu pour toile de fond les longues combats pour le pouvoir entre les dynasties des Hohenstaufen et des Welf. Le beau-père de Marie, Henri Ier, a utilisé le conflit pour servir ses propres intérêts. Il a initialement décidé de soutenir Otton de Brunswick, fiancé de sa fille Marie de Brabant, qui néanmoins perd en influence, ce qui l'a mené à changer le camp. 
Marie et Henri II auront :
- Mathilde (14 juin 1224 † 29 septembre 1288), qui épouse en premières noces Robert Ier d'Artois, puis Guy III, comte de Saint-Pol ;
- Beatrix (1225 † 11 novembre 1288), qui épouse en premières noces Henri Raspe, landgrave de Thuringe, puis Guillaume III de Dampierre, sans enfants des deux mariages ;
- Marie (vers 1226 † 18 janvier 1256), qui épouse Louis II, duc de Bavière, qui la fera décapiter pour des soupçons d'adultère ;
- Marguerite († 14 mars 1277), abbesse d'Herzogenthal ;
- Henri III (1231 † 28 février 1261), duc de Brabant ;
- Philippe, † jeune.

### Mort
Marie de Hohenstaufen meurt le 29 mars 1235 à Louvain, cinq jours avant son 34e anniversaire. Moins de six mois plus tard, son mari succédait à son père à la tête du duché de Brabant. Il épouse en secondes noces Sophie, fille du landgrave Louis IV de Thuringe.